# Fustiñana
Fustiñana é um município da Espanha na província e comunidade foral (autónoma) de Navarra. Tem 66,91 km² de área e em 2021 tinha 2 490 habitantes (densidade: 37,2 hab./km²).

## Demografia
| Variação demográfica do município entre 1991 e 2004 | Variação demográfica do município entre 1991 e 2004 | Variação demográfica do município entre 1991 e 2004 | Variação demográfica do município entre 1991 e 2004 |
| --------------------------------------------------- | --------------------------------------------------- | --------------------------------------------------- | --------------------------------------------------- |
| 1991                                                | 1996                                                | 2001                                                | 2004                                                |
| 2312                                                | 2295                                                | 2394                                                | 2495                                                |